# Calendario del bambino
Calendario del bambino è un album del 1967 contenente una raccolta di canzoni di vari autori interpretate dal Piccolo Coro dell'Antoniano diretto da Mariele Ventre. È stato prodotto dall'Antoniano e distribuito dalla casa discografica Ri-Fi. È inciso su 33 giri.

## Tracce
1. Evviva i remigini (testo: Fernando Rossi – musica: Augusto Martelli, Giordano Bruno Martelli)
2. Noi siamo le colonne (testo: Sandro Tuminelli – musica: Jaqueline Perrotin)
3. Girotondo della Befana (testo: Fernando Rossi – musica: Gino Bussoli)
4. La Befana del dormiglione (testo: Fernando Rossi – musica: Luciano Zuccheri, Giordano Bruno Martelli)
5. La Befana vien di notte (testo: Fernando Rossi – musica: Augusto Martelli, Giordano Bruno Martelli)
6. È Carnevale (testo: Fernando Rossi – musica: Luciano Zuccheri, Giordano Bruno Martelli)
7. Cucù (testo: Fernando Rossi – musica: Jan Langsoz, Stefano Tarossi, Giordano Bruno Martelli)
8. Tanti auguri alla mamma (testo: Alberto Testa – musica: Augusto Martelli, Giordano Bruno Martelli)
9. Mamma (testo: Bixio Cherubini – musica: Cesare Andrea Bixio)
10. Il ritratto della mamma (testo: Carlo Bressan – musica: Jaqueline Perrotin)
11. Urrà per le vacanze (testo: Tony Martucci – musica: Augusto Martelli, Giordano Bruno Martelli)
12. A due a due per mano (testo: Giorgio Calabrese – musica: Augusto Martelli, Giordano Bruno Martelli)

## Fonti
- Istituto Centrale Per i Beni Sonori e Audiovisivi (discoteca di stato), su icbsa.it.
- SIAE - Archivio opere musicali, su siae.it.
- Sito ufficiale dell'Antoniano di Bologna, su antoniano.org.